# Giocatore di calcio a 5

La posizione, in campo, dei vari ruoli; nell'esempio si ha una formazione composta da un difensore, 2 centrocampisti ed un attaccante.

Il giocatore di calcio a 5 è un atleta che pratica tale disciplina, chiamato anche "calcettista".

## Regolamento
Durante la partita, ciascuna squadra schiera 5 elementi in campo: un portiere e 4 giocatori di campo, o "movimento". Il numero minimo di calciatori per proseguire una gara è di 3, pena la squalifica e la conseguente sconfitta a tavolino.
Per quanto riguarda la panchina, il numero di riserve varia: la FIFA ne individua 7, mentre la FIFUSA 10.

## I ruoli
I ruoli sono simili a quelli della versione tradizionale, suddividendosi in: difensivi, intermedi e offensivi. Di seguito, una breve descrizione di ciascuno; per informazioni più dettagliate, si rimanda alle singole voci.

### Difensivi

#### Portiere
È l'unico giocatore cui il regolamento consente di toccare il pallone con le mani, all'interno della sua area di porta. Ha il compito di evitare i gol avversari.

#### Difensore
Viene chiamato anche centrale o ultimo e rappresenta l'ultima linea difensiva, prima del portiere stesso. Oltre alla marcatura degli avversari ed al presidio della propria metà campo, al difensore è anche richiesto di far ripartire l'azione una volta recuperata la palla. In virtù dei compiti di costruzione del gioco, è talvolta definito "playmaker"; può inoltre andare alla conclusione verso la porta avversaria.

### Intermedi
È una posizione assimilabile al centrocampista nel calcio, con funzioni di raccordo tra la difesa e l'attacco. In aggiunta al recuperare palloni nella zona mediana, è deputato al costruire gioco e servire gli attaccanti pur andando - talvolta - al tiro per conto proprio. La duttilità tattica dell'intermedio può portarlo a ricoprire anche altre posizioni, giocando per esempio sulle fasce esterne dove prende il nome di "ala" o "laterale". Giocatori le cui caratteristiche consentono loro di ricoprire più ruoli, anche offensivi o difensivi, vengono definiti "universali".

### Offensivi

#### Pivot
Svolge i compiti dell'attaccante tradizionale, essendo responsabile della segnatura dei gol. Agisce stabilmente in zona offensiva, puntando la porta avversaria.